# Quake 2
Quake 2 (engleski: Quake II) je znanstveno-fantastična računalna igra iz prvog lica koju je proizvela kompanija Id Software. Igru je 9. prosinca 1997. godine plasirala na tržište kompanija Activision. Radnja je smještena u apokaliptičnu budućnost u kojoj je sudbina planete Zemlje ugrožena od strane agresivne kibernetske rase izvanzemaljaca poznate pod imenom Stroggos.
Quake 2 sadržajno ne prati originalnu igru, iako se konceptualno naslanja na nju. Također, za razliku od originala, u nastavku ne postoje klasični, strogo odjeljeni nivoi koji djeluju kao autonomne cjeline u kojima je potrebno izvršiti krajnji cilj, već je igra podjeljena u kontinuirane misije koje etapno vode igru i priču do finalnog dijela.

## Sadržaj
Suočeni s velikom opasnošću od strane ratoborne izvanzemaljske civilizacije Stroggosa, Zemljani odlučuju izvršiti protunapad na njihov matični planet. Središte civilizacije Stroggosa je glavni grad Cerberon koji je izgrađen na velikom krateru Majoris, zbog čega je teško osvojiv. To je obrambeni, komunikacijski i politički centar Stroggosa. Tijekom invazije letjelica glavnog junaka, marinca Bittermana pada pogođena na planet, dalje od predviđenog mjesta slijetanja. Marinac je preživio rušenje letjelice i kreće u misiju. Putem doznaje da je većina zemaljskih jedinica desetkovana u prvom napadu, te da opstanak i uspjeh preživjelih vojnika ovisi o njemu. Prvi cilj je omogućavanje komunikacije korištenjem neprijateljskog glavnog računala, a zatim uništenje vitalnih komponenti Stroggove obrane, poput sigurnosnog štita i industrijskog postrojenja. U konačnici, potrebno je izvršiti i uništenje međuplanetarnih vratiju kako bi se onomogućio daljnji napad Stroggosa na Zemlju, uništiti planetarni top te likvidirati njihova glavnog zapovjednika, kodnog imena Makron.

## Oružje
Tijekom igre, igraču je na raspolaganju raznovrstan asortiman oružja. Neka od oružja na raspolaganju već su viđena u originalnoj igri, dok su neka nova. Igrač započinje igru s jednostavnim oružjem, te napredujući kroz misije, nailazi na sve snažnije i razornije oružje.
Na početku igre, igraču je na raspolaganju samo blaster, pucaljka koja ima relativno spore metke i slabu razornu moć, no posjeduje neograničeno punjenje što je u oskudici ostalog naoružanja može činiti vrlo korisnom. Sljedeće oružje je sačmarica koja pri hicu izbacuje dvanaest komadića sačme i ima dobru zaustavnu moć, osobito na manjim udaljenostima. Supersačmarica je poboljšana verzija sačmarice. Predstavlja ubojito oružje, ali treba joj dosta da se napuni i troši puno metaka.
Mitraljez je iznimno precizno oružje koje izbacuje metke prilično velikom brzinom, no zahtjeva dobru koordinaciju pokreta, jer pri pucanju, zbog velike sile, zavlači prema gore. Top (chain gun) je iznimno moćno oružje koje doslovno kosi neprijatelje. Mana mu je velika potrošnja metaka.
Ručna bomba je također jedna od opcija napada u igri, a može se koristiti i s bacačem bombi, koji je osobito koristan kod ispaljivanja iza ugla ili ispod vrata koja se zatvaraju. Najbolje ga je koristiti za slabopokretne ili udaljene mete, jer se njime ne može nišaniti. Korak naprijed čini bacač raketa koji uništava mete na velikoj udaljenosti, a odlikuje se i preciznošću.
Sljedeće oružje je hyperblaster. Slično je chain gunu, ali snažnije je i ima više punjenja. Jedini je problem što treba proći određeno vrijeme nakon prestanka rešetanja kako bi se opet moglo pucati, što može biti kobno za lik. Railgun je nevjerojatno snažno i brzo oružje koje ostavlja zanimljiv efekt plavičastog dima. Najmoćnije oružje je BFG preuzeto iz serijala Doom.

## Neprijatelji
Stanovnici Stroggosa su agresivna izvanzemaljska rasa s čvrsto ustrojenom vojnom hijerarhijom. Neprijatelji su kirurški oblikovani spojevi živog tkiva i stroja što ih čini izuzetno opasnima. U potrazi za vojnom snagom, neprijatelj uzima i tijela ljudskih vojnika pretvarajući ih u kiborge te okrečući ih protiv ljudi. Postoji više klasa neprijateljskih postrojbi koje se razlikuju po svojoj snazi i namjeni, te nekoliko autothonih vrsta:
- Light Guard - ovo je prva vrsta neprijatelja na koju će igrač naići. Prisutni su na svakom koraku tijekom čitave igre, a naoružani su samo blasterom tako da ih je lako neutralizirati. Problem može nastati ako se pojave u većim grupama i kada, iako teško ozlijeđeni, upute posljednji metak prema glavnom liku. U cijelosti su sačinjeni od tijela bivših ljudskih vojnika.
- Machine Gun Guard - pojačana verzija Light Guarda. Lako ih je srediti, ali ne smije im se dozvoliti da olako pucaju po glavnom liku, jer izvrsno gađaju i znaju se izmicati mecima.
- Shotgun Guard - još jedna varijanta humanoidnih čuvara. Jači su od običnih čuvara, a slabiji od mitraljezaca.
- Enforcer - još jedna vrsta neprijatelja koju igrač susreće na samom početku igre. Opasniji su od čuvara, imaju brzi i ubojiti mitraljez umjesto desne ruke i potrebno je dosta pucanja da ih se ubije. Poput čuvara, u stanju su, prije definitivnog pada, uputiti još nekoliko hitaca prema glavnom liku.
- Gunner - izrazito opasan neprijatelj, osobito na početku igre. Posjeduje kombinaciju mitraljeza i bacača bombi. Jedina mu je mana što mu je potrebno neko vrijeme dok mu se ruka pretvori u mitraljez.
- Parasite - psoliki kvadripedalni kiborg koji ispaljuje sondu kojom brzo isisava život iz glavnog lika. Jako je otporan na metke, te ih je potrebno odmah napasti.
- Berserker - snažni kiborg koji umjesto jedne ruke ima oštri šiljak kojim nabija ljude, a umjesto druge malj kojim udara po neprijatelju. Jako je brz i opasan, a kad se pojavljuje u skupini izuzetno opasan.
- Barracuda - jedino vodozemno stvorenje na Stroggosu. Uglavnom pliva u skupinama. Ima oštre zube i prilično je opasno, iako u pravilu ne treba mnogo metaka da ih se neutralizira.
- Flyer - opasna dvokrilna čudovišta kibernetskog tijela kojima upravlja organski mozak. Brzo se pomiču, precizno pucaju, kreću se u skupinama i teško ih je pogoditi, jer su malih dimenzija.
- Icarus - drugo leteće stvorenje. Veći su od Flyera, pa ih je lakše pogoditi. Za let koriste mlazni pogon, imaju dobar oklop i izrazito su mobilni. Teško ih je odmah uočiti, jer se pojavljuju na visokim ili, u slučaju padina i provalija, niskim pozicijama, ali ispuštaju karakterističan zvuk koji najavljuje njihovu prisutnost.
- Gladiator - veliki i jako opasan monstrum, koji ispaljuje smrtonosne metke iz railguna što ga nosi umjesto ruke. Druga ruka sastoji mu se od snažnih hidrauličkih kliješta, a kreće se pomoću mehaničkih nogu.
- Mutant - mutirana zvijer nastala na Stroggosu i opstala u izuzetno surovom okolišu uništenom industrijskim otrovima. Ne posjeduje nikakvo oružje, već napada kandžama i oštrim zubima. Iznimno je brza.
- Iron Maiden - kibernetska ženska ratnica, stvorena od ljudskih dijelova uhvaćenih marinki.[5] Umjesto jedne ruke ima bacač raketa, a umjesto druge nož kojim napada.
- Tehnicar - leteće robotizirano stvorenje kojim upravlja organski mozak koji pliva u crvenoj tekućini. Napadaju blasterom i oštrom kandžom. Potrebno je dosta metaka da ih se uništi.
- Brains - veoma opasno stvorenje. Glavnu prijetnju predstavljaju veliki smrtonosni pipci koji mu izlijeću iz trupa. Posjeduje energetski štit ispred tijela zbog čega ga je otežano neutralizirati.
- Medic - Stroggovski kibernetski bolničar koji oživljava mrtve Stroggove, zbog čega predstavlja opasnost te ga je potrebno likvidirati. Ima laser i veliki šiljak.
- Tank - veoma opasan kiborg s tri razorna oružja koja koriste slučajnim odabirom: razorni mitraljez umjesto ruke, snažan laser i višecijevni bacač raketa na ramenu.
- Tank Commander - posebna vrsta tenkova specijalno dizajniranih za obranu unutrašnjosti grada. Nalaze se u dvorcu.

## Opcije u igri

### Singleplayer
U singleplayer načinu, igrač upravlja glavnim likom i slijedi radnju igre obavljajući raznolike misije kojima je cilj doći do završetka igre i izvršiti zadatak, a to je uklanjanje Stroggove opasnosti po planet Zemlju. Potrebno je izvršiti devet misija od kojih svaka ima više podmisija. Najprije je potrebno uspostaviti komunikaciju pomoću neprijateljskog glavnog računala, zatim proći kroz zatvorski kompleks, pa preko rudnika doći do tvornice gdje je potrebno isključiti strojeve i sabotirati "proizvodnju" novih stroggovih snaga. Sljedeći zadatak je otići u elektranu, isključiti energiju te potom sabotirati Big gun. Nakon toga potrebno je uništiti međuplanetarna vrata, kako Stroggovi ne bi mogli više napasti Zemlju, a zatim otići u grad Cerberoni dokopati se untrašnjeg grada gdje treba pobijediti glavnog zapovjednika Stroggovih snaga.

### Multiplayer
Osim igranja u single play načinu, igra podržava i igranje u multiplayeru. Spajanje na multiplayer obavlja se pomoću interneta, lokalne mreže, modema i serijskog linka. Najpopularniji način igranja ove igre u multiplayeru je tzv. death-match u kojem se sukobljavaju igrač protiv igrača, bez involviranja kiborgovskih čudovišta.
Prilikom pokretanja multiplayera moguće je odabrati niz opcija i postavki, uključujući vremensko ograničenje, početnu mapu, izgled i spol lika i slično. Moguće je i korištenje tzv. botova, virtualnih protivnika koji se mogu isprogramirati, a koriste za ono vrijeme, razvijenu umjetnu inteligenciju koja im omogućuje i učenje pojedinih pokreta i poteza, te stoga predstavljaju zahtjevne protivnike.